# Slobodan Kuzmanovski
Slobodan Kuzmanovski (Servisch: Слободан Кузмановски) (Šabac, 11 juni 1962) is een voormalig Servisch handballer. Hij naam tweemaal deel aan de Olympische Spelen, waar hij de Joegoslavische handbalploeg vertegenwoordigde. 
Op de Olympische Spelen van 1984 in Los Angeles won hij de gouden medaille met Joegoslavië, nadat men in de finale West-Duitsland had verslagen. Kuzmanovski speelde zes wedstrijden en scoorde twee doelpunten.
Vier jaar later won hij de bronzen medaille met Joegoslavië op de Olympische Spelen van 1988 in Seoel. Kuzmanovski speelde vier wedstrijden en scoorde zeven doelpunten.
Mirko Bašić · Jožef Holpert · Boris Jarak · Slobodan Kuzmanovski · Muhamed Memić · Alvaro Načinović · Goran Perkovac · Zlatko Portner · Iztok Puc · Rolando Pušnik · Momir Rnić · Zlatko Saračević · Irfan Smajlagić · Ermin Velić · Veselin Vujović
Zlatan Arnautović · Mirko Bašić · Jovica Elezović · Mile Isaković · Pavle Jurina · Milan Kalina · Slobodan Kuzmanovski · Dragan Mladenović · Zdravko Rađenović · Momir Rnić · Branko Štrbac · Veselin Vujović · Veselin Vuković · Zdravko Zovko